# Tempêtes (film)
Tempêtes est un film muet français réalisé par Robert Boudrioz et sorti en 1922.

## Fiche technique
- Titre : Tempêtes
- Réalisation : Robert Boudrioz
- Scénario : Robert Boudrioz
- Direction artistique : Albert Brés
- Photographie : Gaston Brun
- Société de production : Ermolieff Films
- Pays : France
- Format : Noir et blanc - Muet - 1,33:1 - 35 mm
- Date de sortie : 
  - France : 9 juin 1922

## Distribution
- Charles Vanel : Raoul Mauduit
- Ivan Mosjoukine : Henri
- Nathalie Lissenko : Sonia
- Jean-Paul de Baere : l'enfant